# الكونتيسة (فلم)
الكونتيسة (بالإنجليزية: The Countess) هو فيلم دراما وسيرة ذاتية تاريخي تم إنتاجه في ألمانيا وفرنسا وصدر سنة 2009 بطولة جولي دلبي.

## القصة
شرعت كونتيسة مجرية من القرن السابع عشر في مهمة قاتلة ، معتقدة أن الاستحمام في دماء العذارى سيحافظ على جمالها.

## الميزانية والإيرادات
كلف انتاجه الفيلم 8.5 مليون دولار وحقق أرباح تقدر بـ 784.522 دولار.

## روابط خارجية
- مقالات تستعمل روابط فنية بلا صلة مع ويكي بيانات